# زیردریایی تیپ آ
زیردریایی تیپ آ (به انگلیسی: Type A submarine) یک زیردریایی است.